# Джоана Линдзи
Джоана Линдзи (на английски: Johanna Lindsey) е американска писателка на исторически любовни романи.

## Биография и творчество
Джоана Хелън Хауърд Линдзи е родена на 10 март 1952 г. в Германия. Баща ѝ Едуин Денис Хауърд служи в армията на САЩ и семейството се мести много. След смъртта му през 1964 г. майка ѝ се мести да живее в Хавай, което е било неговата мечта.
През 1970 г., още докато е в гимназията, се омъжва за Ралф Линдзи. Двамата имат три деца – Алфред, Йосиф и Гарет. След смъртта на съпруга си, Линдзи се премества в Мейн и не се омъжва повторно.
Пише първата си книга, докато отглежда децата си. Романът „Пленница“ е публикуван през 1977 г. и става бестселър.
Авторка е на над 50 романа, обхващащи различни епохи на историята, включително Средновековието, Регентска Англия, американския „Див Запад“, и ерата на викингите. Има и няколко научнофантастични романа.
Историите на писателката са известни със своите борбени героини и доминиращи герои. Герои ѝ са винаги алфа-мъже, които са самоуверени, силни и откровено сексуални.
Произведенията на писателката са отпечатани в над 60 милиона екземпляра по света.

## Произведения

### Самостоятелни романи
- Пленница, Captive Bride (1977)
- Любовницата на пирата, A Pirate’s Love (1978)
- Дивият рай, Paradise Wild (1981)
- Бриджит, So Speaks the Heart (1983)
- Нежна вражда, A Gentle Feuding (1984)
- Нежен вихър, Tender Is the Storm (1985)
- When Love Awaits (1986)
- Прелъстена невинност, Secret Fire (1987)
- Сребърният ангел, Silver Angel (1988)
- Затворницата на дракона, Prisoner of My Desire (1991)
- Пленница на любовта, Until Forever (1995)
- Влюбеният отмъстител, Home for the Holidays (2000)
- Скандал и още нещо, Marriage Most Scandalous (2006)
- Любовта е приказка, When Passion Rules (2011)
- One Heart to Win (2013)
- Wildfire In His Arms (2015)
- Make Me Love You (2016)

### Серия „Викинг“ (Viking Family Tree)
1. Зимни огньове, Fires of Winter (1980)
2. Сърца в пламъци, Hearts Aflame (1987)
3. Отдай ми любов, Surrender My Love (1994)

### Серия „Славен ангел“ (Glorious Angel)
1. Величествен ангел, Glorious Angel (1982)
2. Пожелай ме, скъпа, Heart of Thunder (1983)

### Серия „Уайоминг“ (Wyoming Westerns)
1. Диво предизвикателство, Brawe the Wild Wind (1984)
2. Див и влюбен, Savage Thunder (1989)
3. Ангел на греха, Angel (1992)

### Серия „Семейство Малори-Андерсън“ (Malory-Anderson Family Saga)
1. Обичай само веднъж, Love Only Once (1985) /Реджина Аштън, Никълъс Идън/
2. Нежен бунт, Tender Rebel (1988) /Антъни Малори, Розлин Чадуик/
3. Покорителят, Gentle Rogue (1990) /Джеймс Малори, Джорджина Андерсън/
4. Твоята магия, The Magic of You (1993) /Ейми Малори, Уорън Андерсън/
5. Отровни думи, Say You Love Me (1996) /Дерек Малори, Келси Лангтън/
6. Подаръкът, The Present (1998) /Кристофър Малори, Анастасия Стефаноф/
7. Един за друг, A Loving Scoundrel (2004) /Джеръми Малори, Дани Хилъри/
8. В плен на моите желания, Captive Of My Desires (2005) /Дрю Андерсън, Габриел Брукс/
9. Прелъстяването, No Choice But Seduction (2005) /Бойд Андерсън, Кейти Тайлър/
10. Съвършен годеник, That Perfect Someone (2010) /Ричард Алън, Джилия Милър/
11. Stormy Persuasion (2014) /Джудит Малори, Нейтън Тримейн/
12. Beautifull Tempest (2017) /Джаклин Малори, красивия пират./

### Серия „Семейство Стратън“ (Straton Family)
1. Диво сърце, A Heart So Wild (1986)
2. Само ти, All I Need Is You (1997)

### Серия „Шефърд“ (Shefford)
1. Златокосият великан, Defy Not the Heart (1989)
2. Преплетени сърца, Joining (1999)

### Серия „Ли-Сан-Тер“ (Ly-San-Ter)
1. Жената на воина, Warrior's Woman (1990)
2. Синеокият Варварин, Keeper of the Heart (1993)
3. Сърцето на воина, Heart of a Warrior (2001)

### Серия „Кардиния“ (Cardinian)
1. Тайната принцеса, Once a Princess (1991)
2. Ти ми принадлежиш, You Belong to Me (1994)

### Серия „Шеринг Крос“ (Sherring Cross)
1. Мъжът на моите мечти, Man of My Dreams (1992)
2. Разбойникът и зеленооката, Love Me Forever (1995)
3. Ухажването на века, The Pursuit (2002)

### Серия „Семейство Лок“ (Locke Family)
1. Наследникът, The Heir (2000)
2. Чаровникът, който я укроти, The Devil Who Tamed Her (2007)
3. Моят злодей, A Rogue of My Own (2009)
4. Let Love Find You (2012)